# Munnoniscus sarsi
Munnoniscus sarsi är en kräftdjursart som beskrevs av Giard och Bonnier 1895. Munnoniscus sarsi ingår i släktet Munnoniscus och familjen Cabiropidae.
Artens utbredningsområde är havet utanför Norge. Inga underarter finns listade i Catalogue of Life.